# Electric Six
Gli Electric Six sono un gruppo alternative rock statunitense, formatosi nel 1996 a Detroit. Hanno pubblicato sette album e una raccolta di pezzi rari e b-sides intitolata Sexy Trash.

## Storia
Nel 1996, il gruppo in origine si faceva chiamare The Wildbunch, ma cambiò nome dietro le pressioni dell'omonimo collettivo di Dj.
La formazione originale comprendeva il cantante Dick Valentine, i chitarristi Anthony Selph e Surge Joebot, il bassista Steve Nawara (ex-membro dei "Detroit Cobras") e il batterista Cory Martin. Dick Valentine è da sempre il principale compositore delle musiche e dei testi del gruppo. Dopo una breve rottura a fine anni Novanta, la band si è riunita nel 2001 e nel 2003 ha lanciato il singolo Danger! High Voltage, che ha ottenuto un grande successo, soprattutto nel Regno Unito.
Sempre nel 2003 viene pubblicato Fire, l'album di debutto della band, che contiene un altro singolo di successo: Gay Bar.

## Stile e influenze
Gli Electric Six mescolano diversi stili musicali, al punto che da alcuni critici vengono definiti come una "genre-blurring" (it: genere indistinto) band. La loro musica è stata anche definita come una sintesi di "disco, synth pop, glam, and arena rock.".
I testi della band sono allo stesso tempo ironici, arrabbiati e con frequenti riferimenti sessuali. Il leader del gruppo, Dick Valentine, ha affermato che "il 90% delle nostre canzoni, forse anche più del 90%, non hanno alcun significato". Di fatto, i brani degli Electri Six trattano di frequente argomenti come i comportamenti sessuali umani, la mascolinità, il ballo e l'ipersessualità.
Valentine ha inoltre rivelato di trarre ispirazione da icone della musica mondiale quali Freddie Mercury, Talking Heads, Falco, Devo, Black Sabbath e KISS.

## Formazione
- Dick Valentine (Tyler Spencer) - voce (1996-presente)
- Da Ve - chitarra (2012-presente)
- Johnny Na$hinal (John Nash) - chitarra (2002-presente)
- Tait Nucleus? (Christopher Tait) - tastiere (1996-presente)
- Smorgasbord! - basso (2007-presente)
- Percussion World – batteria (2004-presente)

Membri passati
- The Rock and Roll Indian - chitarra (1996-2003)
- Surge Joebot - chitarra (1996-2003)
- The Colonel - chitarra (2003-2012)
- Disco - basso (1996-2003)
- John R. Dequindre - basso (2003-2007)
- M - batteria (1996-2004)

## Discografia

### Album in studio
- 2003 – Fire
- 2005 – Señor Smoke
- 2006 – Switzerland
- 2007 – I Shall Exterminate Everything Around Me That Restricts Me from Being the Master
- 2008 – Flashy
- 2009 – KILL
- 2010 – Zodiac
- 2011 – Heartbeats and Brainwaves
- 2013 – Mustang
- 2014 – Human Zoo
- 2015 – Mimicry and Memories (doppio)
- 2015 – Bitch, Don't Let Me Die
- 2016 – Fresh Blood for Tired Vampyres

### Album dal vivo
- 2012 – Absolute Pleasure

### Raccolte
- 2008 – Sexy Trash

### Singoli
| Anno | Titolo                                   | Album                     |
| ---- | ---------------------------------------- | ------------------------- |
| 2003 | Danger! High Voltage                     | Fire                      |
| 2003 | Gay Bar                                  | Fire                      |
| 2003 | Dance Commander                          | Fire                      |
| 2004 | Vibrator                                 | Señor Smoke               |
| 2004 | Radio Ga Ga                              | Señor Smoke               |
| 2006 | I Buy the Drugs                          | Switzerland               |
| 2010 | Jam It in the Hole                       | Zodiac                    |
| 2011 | Interchangable Knife (Dubai Bros. Remix) | Heartbeats and Brainwaves |